# Estornell de Kosrae
L'estornell de Kosrae (Aplonis corvina) és un ocell extint de la família dels estúrnids (Sturnidae).

## Hàbitat i distribució
Habitava l'illa Kosrae, a les Carolines.